# Amolatar
Amolatar  este un oraș  în  Uganda. Este reședinta  districtului Amolatar.